# Barbella tenuissima
Barbella tenuissima là một loài Rêu trong họ Meteoriaceae. Loài này được (Hook. & Wilson) M. Fleisch. miêu tả khoa học đầu tiên năm 1925.